# Любиця Бабота
Любиця Бабота (нар. 4 вересня 1944, м. П'єштяни) — кандидат мистецтвознавства, кількарічна завідувачка кафедри української мови і літератури, директор Інституту русистики, україністики та славістики, продеканка для закордонних зв'язків, почесний доктор Ужгородського національного університету, член кількох наукових товариств, секретарка асоціації україністів Словаччини. Авторка численних наукових праць, перекладачка з української, англійської, угорської, словацької, чеської, російської мов і на них.

## Життєпис
Любиця Бабота народилася 4 вересня 1944 року в м. П'єштяни у Західній Словаччині первісткою в сім'ї уродженців Закарпатської України — вчительки Марґарети й банкового урядовця Миколи Баботи. Дитинство Любиці проходило на вимушеному засланні батьків в угорському середовищі; від 14-ти років — у Пряшеві, де вона здобула середню і вищу (з двох педагогічних професій) освіту. Педагогічній роботі Бабота присвятила 44 роки (1969—2013), виховавши дві генерації спеціалістів в різних ділянках громадського життя, головним чином, освітян. З 1977 року життя Л. Баботи було пов'язане з Філософським факультетом Університету П. Й. Шафарика у Пряшеві.
Наукову діяльність почала в Науково-дослідному відділі Кафедри української мови і літератури, де під керівництвом доц. Олени Рудловчак спрямувала основну увагу на закарпатоукраїнську літературу ХІХ ст. 1987 року в Братиславі захистила дисертацію на тему «Розвиток закарпатоукраїнської прози другої половини 19 ст.», за яку отримала звання кандидата мистецтвознавства. У 1994 році ця 256-сторінкова робота вийшла друком у Пряшеві і здобула прихильну оцінку в наукових колах Словаччини, України, та інших країн. Загальноукраїнське значення мають праці Баботи про Григорія Сковороду, Івана Франка, про так звану «українську неофіціальну літературу», про «месіанізм» в українській літературі, ідею слов'янства тощо.